# El Aroussa

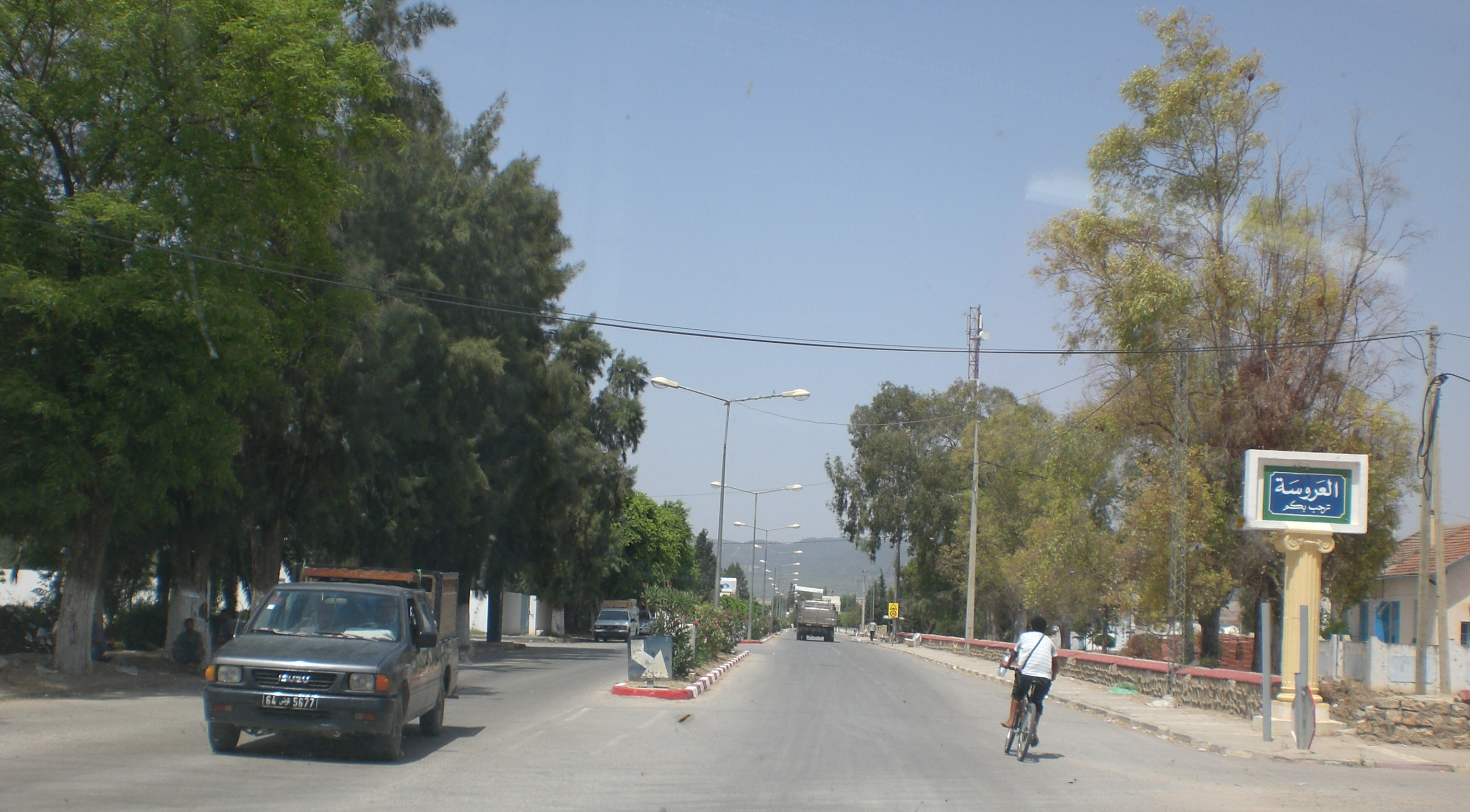
Fotografia de l'entrada de la ciutat.

El Aroussa o Laroussa (àrab: العروسة, al-ʿArūsa) és una ciutat de Tunísia al nord de la governació de Siliana, amb una població de 5.000 habitants. Té estació de ferrocarril i es troba al peu del Djebel Echahid, que és a la part nord. És capçalera d'una delegació amb 11.760 habitants el 2004.

## Economia
La seva activitat econòmica principal és l'agricultura, amb cultiu de cereals i ramaderia.

## Administració
És el centre de la delegació o mutamadiyya homònima, amb codi geogràfic 24 61 (ISO 3166-2:TN-12), dividida en cinc sectors o imades:
- El Aroussa (24 61 51)
- Bou Jlida (24 61 52)
- Er Remil (24 61 53)
- Mousrata (24 61 54)
- Sidi Ayed (24 61 55)

Al mateix temps, forma una municipalitat o baladiyya (codi geogràfic 24 20).